# Arnold Viiding
Arnold Viiding (19. března 1911 Valga — 19. října 2006 Sydney) byl estonský koulař, mistr Evropy z roku 1934.
V roce 1932 ukončil policejní školu a stal se policistou. Zároveň se věnoval atletice - vrhu koulí a hodu diskem. V roce 1934 se stal historicky prvním mistrem Evropy ve vrhu koulí. Na stejném šampionátu startoval v soutěži diskařů, kde skončil pátý. Na olympiádě v Berlíně v roce 1936 obsadil v soutěži koulařů osmé místo.
V roce 1940 ukončil studium práv. Po následném obsazení země hitlerovskou armádou vstoupil do SS. Při ústupu německé armády z Estonska v roce 1944 odešel do Německa. V roce 1949 emigroval do Austrálie.